# كاندي شوب
«كاندي شوب» أو «متجر الحلوى» (بالإنجليزية: Candy Shop)‏ هي الأغنية التي يؤديها مغني الراب 50 سنت ومغنية الراب والبوب أوليفيا.